# Denkmalgeschützte Objekte im Okres Kysucké Nové Mesto

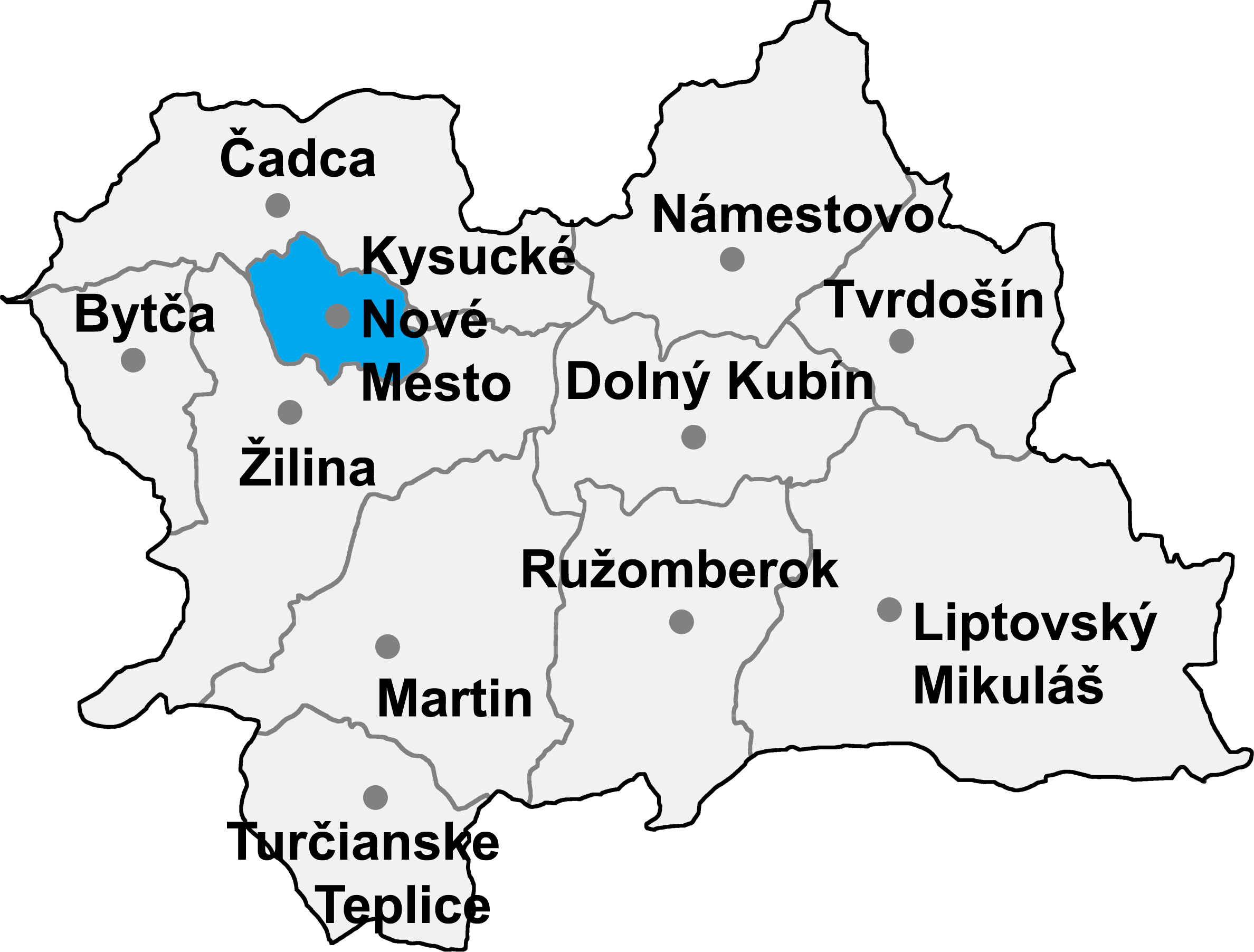

Im Okres Kysucké Nové Mesto bestehen 17 denkmalgeschützte Objekte. Die unten angeführte Liste führt zu den Gemeindelisten und gibt die Anzahl der Objekte an. In Gemeinden, die nicht verlinkt sind, existieren keine geschützten Objekte.
| Gemeindeliste                         | Objektanzahl |
| ------------------------------------- | ------------ |
| Dolný Vadičov                         | 1            |
| Horný Vadičov                         | 0            |
| Kysucký Lieskovec                     | 0            |
| Kysucké Nové Mesto (Kischützneustadt) | 10           |
| Lodno                                 | 1            |
| Lopušné Pažite                        | 0            |
| Nesluša                               | 0            |
| Ochodnica                             | 0            |
| Povina                                | 2            |
| Radoľa                                | 3            |
| Rudina                                | 0            |
| Rudinka                               | 0            |
| Rudinská                              | 0            |
| Snežnica                              | 0            |